# Meisterschaft von Zürich 1990
Il Meisterschaft von Zürich 1990, settantasettesima edizione della corsa, valido come ottava prova della Coppa del mondo di ciclismo su strada 1990, si svolse il 19 agosto 1990 su un percorso di 240 km. Venne vinto dal francese Charly Mottet al traguardo con il tempo di 6h07'08" alla media di 39,223 km/h.
Alla partenza erano presenti 185 ciclisti di cui 109 portarono a termine la gara.

## Ordine d'arrivo (Top 10)
| Pos. | Corridore          | Squadra       | Tempo    |
| ---- | ------------------ | ------------- | -------- |
| 1    | Charly Mottet      | R.M.O.        | 6h07'08" |
| 2    | Greg LeMond        | Z             | s.t.     |
| 3    | Claudio Chiappucci | Carrera       | s.t.     |
| 4    | Marino Lejarreta   | ONCE          | s.t.     |
| 5    | Gianni Bugno       | Chateau d'Ax  | a 39"    |
| 6    | Rolf Sörensen      | Ariostea      | s.t.     |
| 7    | Franco Ballerini   | Del Tongo     | s.t.     |
| 8    | Iñaki Gastón       | CLAS-Cajastur | s.t.     |
| 9    | Gilles Delion      | Helvetia      | s.t.     |
| 10   | Pedro Delgado      | Banesto       | s.t.     |